# Christmas Time (Is Here Again)
Christmas Time (Is Here Again) (englisch für „Weihnachtszeit [ist wieder da]“) ist ein Weihnachtslied der britischen Band The Beatles aus dem Jahr 1967.

## Aufnahme
Das Lied wurde von allen vier Beatles-Mitgliedern John Lennon, Paul McCartney, George Harrison und Ringo Starr gemeinsam geschrieben und am 28. November 1967, einen Tag nach der US-Veröffentlichung ihres Albums Magical Mystery Tour, in den Abbey Road Studios der EMI in London aufgenommen.
Die Aufnahme fand in folgender Besetzung statt:
- John Lennon: Gesang, Basstrommel, elektronische Orgel
- Paul McCartney: Gesang, Klavier
- George Harrison: Gesang, akustische Gitarre
- Ringo Starr: Gesang, Schlagzeug, Stepptanz
- Victor Spinetti: Gesang, Stepptanz
- George Martin: Gesang
- Mal Evans: Sprache

Am Tag darauf mischten George Martin und Geoff Emerick die Aufnahme für die Weihnachtssingle ab. Dabei wurde die ursprünglich 6:37 Minuten lange Version durch Entfernen von übermäßigem Gelächter und Flüchen leicht gekürzt.
Christmas Time (Is Here Again) war die letzte Weihnachtssingle, die von den Beatles gemeinsam aufgenommen wurde. Bei den restlichen zwei Weihnachtssingles 1968 und 1969 wurden die Beiträge der Bandmitglieder einzeln aufgenommen und dann zusammengeschnitten.

## Inhalt
Das Lied besteht aus mehreren Wiederholungen einer Strophe, in der die vier Beatles mehrmals den Vers “Christmas time is here again” singen und die mit der mysteriösen Schlusszeile “O-U-T spells out” endet. Zwischen die einzelnen Strophen sind gesprochene Szenen eingebettet, die das Vorspielen einer Band bei der BBC und verschiedene Radiobeiträge parodieren. Zweimal singen die Beatles den Parodie-Werbespot Get Wonderlust for your trousers. Get Wonderlust for your hair und auf einen vermeintlichen Hörerwunsch hin interpretieren sie den fiktiven Song Plenty of Jam Jars der fiktiven Band Ravellers. Paul McCartney wird bei einem Notruf aus einer Telefonzelle unterbrochen, und am Ende rezitiert John Lennon ein Nonsens-Gedicht und spielt dazu auf der Orgel die Melodie von Auld Lang Syne. Paul McCartney, Victor Spinetti und George Martin beteiligen sich am Gesang und Ringo Starr führt mit Victor Spinetti eine Stepptanzeinlage auf.

## Veröffentlichungen
- Christmas Time (Is Here Again) wurde als 7″-Flexidisc-Single vervielfältigt, gelangte aber nicht in den Handel, sondern wurde lediglich als Weihnachtsgruß an die Mitglieder des offiziellen Fanklubs der Beatles versandt.[1] Der Flexidisc war ein Newsletter beigefügt,[5] auf der die Beatles ihre Weihnachtsgrüße übermittelten und sich bei den Fans für ihre Unterstützung und Treue im Jahr 1967 bedankten.[6] Auch eine 1970 erschienene Kompilation mit dem Titel The Beatles Christmas Album, die die Weihnachts-Singles von 1963 bis 1969 enthält, war ausschließlich für die Fanklubmitglieder bestimmt.
- Der Allgemeinheit zugänglich gemacht werden sollte das Lied zusammen mit anderen bis dahin nicht veröffentlichten Titeln auf dem für 1985 geplanten Kompilationsalbum Sessions, dessen Veröffentlichung jedoch von den drei damals noch lebenden Beatles unterbunden wurde. Schließlich wurde Christmas Time (Is Here Again) im Dezember 1995 auf der B-Seite der Single Free as a Bird [7] veröffentlicht. Für die Veröffentlichung wurde das Lied auf eine Länge von rund drei Minuten zusammengeschnitten. Dabei wurden die meisten Zwischenszenen entfernt. Dafür wurden am Ende Weihnachtsgrüße der Beatles von 1966 dazugemischt.[5]
- Am 15. Dezember 2017 wurden erstmals offiziell Nachpressungen der sieben britischen Weihnachtssingles in einer limitierten Box mit dem Titel Happy Christmas Beatle People! veröffentlicht. Statt als Flexidiscs wurden sie auf buntem Vinyl gepresst, das Artwork wurde den Originalcovern nachempfunden. In den Liner Notes sind unter anderem die damaligen Begleitschreiben der Beatles an die Fanclubmitglieder abgedruckt.[8]

## Coverversionen
Die erste Coverversion von Christmas Time (Is Here Again) veröffentlichte das ehemalige Beatles-Mitglied Ringo Starr 1999 auf seinem Weihnachtsalbum I Wanna Be Santa Claus. Weitere Coverversionen folgten:
- 2000 von R.E.M. auf einer Weihnachtssingle für ihren Fanclub.[10]
- 2002 von dem ehemaligen Klaatu-Sänger Terry Draper auf dem Kompilationsalbum Takin’ Care of Christmas.[11]
- 2007 von The Smithereens auf ihrem Album Christmas with the Smithereens.[12]
- 2013 von Elephant Stone auf dem Kompilationsalbum Psych-Out Christmas.[13]